# 仁慈之母圣殿 (卡塔尼亚)

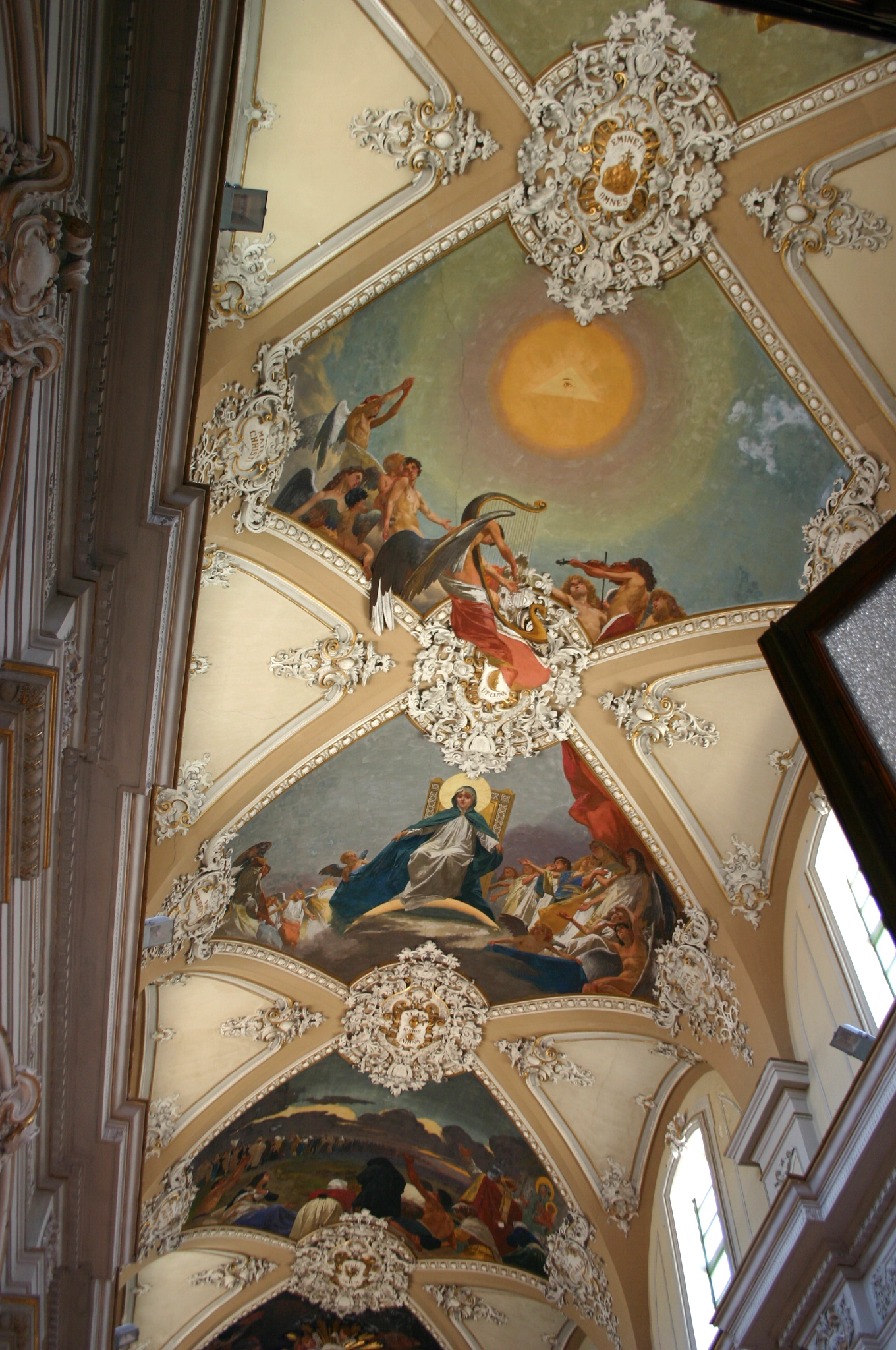

仁慈之母圣殿（Basilica Maria Santissima dell'Elemosina) 俗称Basilica della Collegiata，是一座罗马天主教宗座圣殿，位于意大利南部西西里岛城市卡塔尼亚的埃特纳街西侧，大学宫（位于同名的大学广场）的北侧。

## 建筑
该堂建于18世纪，1693年西西里大地震摧毁了这座城市的大部分。这是卡塔尼亚最典型的晚期西西里巴洛克风格建筑之一。教堂由安杰洛意大利（1628–1700年）设计，他改变了以前被地震摧毁的建筑的朝向，使其面对根据城市的重建计划开辟的乌泽达公爵街（目前的埃特纳街）。立面，由波兰建筑师斯特凡诺·伊塔尔（1724-1790年）设计，分为两层，下层有六根石柱，上层有四个大型雕塑，分别是伯多禄、保禄、亚加大和 Apollonia。1768年完工。